# Peter Feile
Peter Feile (* 12. Januar 1899 in Würzburg; † 22. Oktober 1972 in Bad Tölz) war ein deutscher Architekt und Vertreter des „Neuen Bauens“.

## Leben und Werk
Peter Feile wurde am 12. Januar 1899 in Würzburg als zweites Kind des Bildhauers und Restaurators Josef Feile geboren. Er zog 1905 mit seiner Familie nach Markelsheim und besuchte das Neue Gymnasium in Würzburg. Das Abitur wurde ihm 1917 aufgrund der Einziehung zum Militärdienst erlassen. Nach Kriegsende studierte er an der Universität seiner Geburtsstadt Kunstgeschichte, brach dieses Studium jedoch ab, um an der Kunstgewerbeschule Stuttgart Innenarchitektur zu studieren. Nach Zwischenstationen in Düsseldorf und 1923/1924 in Berlin (im Büro von Carl Stahl-Urach), war Feile 1924 bis 1926 im Atelier von Josef Hoffmann in Wien tätig. Dort lernte er auch den sechs Jahre jüngeren Walter Loos kennen. Beide entwickelten ein starkes Interesse an den Ideen einer neuen Architektur mit stark funktionalem Charakter, die sich nach Ende des Ersten Weltkriegs bewusst vom Historismus des 19. Jahrhunderts abhob, später unter dem Begriff „Neues Bauen“ oder „moderne Architektur“ bekannt wurde und architekturgeschichtlich der „Neuen Sachlichkeit“ zugeordnet wird. U.a. soll Feile auch am österreichischen Ausstellungspavillon der Exposition internationale des Arts Décoratifs et industriels modernes 1925 in Paris mitgearbeitet haben.
1926 kehrte Feile nach Würzburg zurück, richtete sich sein erstes Architekturbüro im „Kontorhaus Zentral“ (Schönbornstraße 8) ein und versuchte hier ein erstes Bauvorhaben für einen Schriftsetzer auf dessen Grundstück am Leutfresserweg 6 im neuen Stil zu verwirklichen. Der Bauantrag für das sogenannte „dachlose Haus“ sorgte in der Sitzung des Würzburger Stadtrates am 4. August 1927 für heftige Diskussionen, ging es doch um das erste Flachdachwohnhaus, das in Bayern gebaut werden sollte. Obwohl sich der Stadtrat mit knapper Mehrheit für das Vorhaben aussprach, scheiterte die Planung am Veto der Regierung von Unterfranken und Aschaffenburg, die das ungewohnte Gebäude aufgrund der räumlichen Nähe zur Festung Marienberg als störenden „Fremdkörper“ qualifizierte, der „im Gegensatz zur heimischen Baugesinnung“ stehe. Das Haus wurde schließlich mit einem steilen Walmdach versehen. Die asymmetrische Fensterausbildung wurde grundlegend geändert und durch eine symmetrische Reihung stehender rechteckiger Fenster ersetzt. In dieser Form ist das Haus immer noch vorhanden.
Bekannt ist auch eine Planung Feiles vom Mai 1927 für den Um- bzw. Ersatzbau des Café Dauch am Dominikanerplatz 1 in Würzburg, der einen mehrgeschossigen, nahezu ungegliederten würfelförmigen Flachdachbau mit einer Lochfassade zeigt. Die Planung ließ allerdings jede Rücksicht auf die prägende Umgebungsbebauung vermissen und wurde von Feile als aussichtslos schon am 21. Mai 1927 wieder zurückgezogen.
1927 beteiligte sich Feile an der Werkbund-Ausstellung „Die Wohnung“ mit der „Siedlung am Weißenhof“ in Stuttgart, die als Meilenstein des Neuen Bauens gilt.
Ein erster eigener Erfolg gelang Feile 1928 dann mit dem Doppelhaus Keesburgstraße 29/29a im gleichnamigen Würzburger Stadtteil. Hier konnte auf einem Grundstück seines künftigen Schwiegervaters und Inhabers eines Stuckateurgeschäftes ein Flachdach-Doppelhaus im Stil des „Neuen Bauens“ errichtet werden, ohne dass Konflikte mit dem Einfügen in die nähere Umgebung zu befürchten waren. Eine Doppelhaushälfte erwarb unmittelbar nach Fertigstellung der Inhaber eines Würzburger Kaufhauses, der die farbliche Ausgestaltung dem Maler Carl Grossberg übertrug. Die andere Hälfte bezog Feile mit seiner Familie selbst.
Das starke Interesse, dass die öffentliche Präsentation des neuen, für Würzburg völlig ungewohnten Gebäudes im Oktober 1928 hervorrief, die positive Würdigung durch den Kunsthistoriker Werner Burmeister am 2. Oktober 1928 im „Würzburger Generalanzeiger“ sowie die Vorstellung durch den Kunsthistoriker Justus Bier in der Architekturfachzeitschrift „Baumeister“ im März 1929 trugen zum Entschluss Feiles bei, ein Siedlungsprojekt mit 27 Einfamilien- und zwei Doppelhäusern noch im gleichen Jahr zusammen mit seinem Kollegen aus den Wiener Jahren, Walter Loos, zu realisieren.
Feile gründete hierzu die „Baugesellschaft Lerchenhain mbH“ und teilte sich mit einem Gesellschaftsmitglied die Geschäftsführung. Von der Stadt Würzburg konnte im Juli 1929 ein circa 20.000 m² großes Areal im Stadtteil Frauenland erworben werden, für das Feile einen Bebauungsplan fertigte, der in seiner Fassung vom August 1929 eine verdichtete Bebauung mit 31 sogenannten Typenhäusern auf durchweg circa 400 m² großen Grundstücksparzellen vorsah. Die Stadt Würzburg als Trägerin der Planungshoheit bestand jedoch auf einer Reduzierung der Gebäudeeinheiten zugunsten einer aufgelockerteren Bebauung, so dass der schließlich im November 1929 beschlossene Bebauungsplan in der Fassung vom Oktober 1929 nur noch 22 Häuser vorsah und innerhalb eines Fünfjahreszeitraums realisiert werden sollte. Die Baugesellschaft errichtete 1929/1930 drei Musterhäuser in unterschiedlicher Größe im von der Keesburgstraße abgehenden Lerchenhain. Allen Haustypen gemeinsam war der neue, von der herkömmlichen Bauweise völlig abweichende Stil. Einfache kubische Formen in verschiedenen Varianten, glatte Wandflächen, weiße Farbgebung, Fensterentwicklung von innen nach außen und vor allem die Flachdächer bildeten die baulichen Charakteristika der neuen Häuser. Als Baumaterial dienten Bimshohlblocksteine, Bimsdielenwände, Beton und Massivdecken mit Eisenbetonbalken.
Die öffentliche Präsentation der Musterhäuser vom 17. September 1930 bis 1. Oktober 1930 erlebte einen unerwartet großen Besucherandrang mit entsprechender Resonanz in der Lokalpresse. Dem großen Interesse an der Besichtigung dieser völlig anderen „weißen Häuser“ folgte jedoch kein entsprechendes Kaufinteresse, so dass Feile zwar weitere Haustypen planerisch entwarf, aber keine weiteren Gebäude mehr verwirklichen konnte. Letztlich ist es bei den drei Musterhäusern geblieben.
1930 richtete Feile sein Architekturbüro als Erstmieter im sechsten Obergeschoss von Würzburgs erstem Hochhaus (Architekten Christoph Mayer und Franz Kleinsteuber) in der Augustinerstraße 9 ein. Hier firmierte er erstmals als Architekt D.W.B. (Deutscher Werkbund) in einem Gebäude, das als gelungene Kompromisslösung zwischen modernem Bauen und den Anforderungen einer historischen Altstadtumgebung gelten kann. Die Wahl dieses Gebäudes als Sitz seines Architekturbüros war sicherlich auch programmatisch zu verstehen. Aufgrund des finanziellen Misserfolges seiner konzipierten Flachdachhäuser war es ihm jedoch nicht lange möglich, die Büroräume zu halten, so dass er diese Ende 1931 wieder verlassen musste.
Feile plante im privaten Auftrag noch weitere Flachdachhäuser in Würzburg. Erhalten sind die Gebäude Steubenstraße 4–6 und Judenbühlweg 28.
Das Baugesinnungsdiktat der seit 1933 neuen Machthaber in Deutschland wirkte sich zunehmend auch in Würzburg aus. Das Neue Bauen, vor allem in der Form des Bauhauses, wurde nun – zumindest für den Bereich des Wohnungsbaus – als „kulturbolschewistisch“ abqualifiziert. Der Bebauungsplan für die Lerchenhainsiedlung wurde so im Februar 1935 neu aufgestellt und in den Grundzügen der Planung massiv geändert. Die Gebäude wurden als eingeschossige Giebelhäuser mit steilem Satteldach im nun wieder offiziell favorisierten Heimatschutzstil festgesetzt.
Feile, der seit März 1936 Mitglied der Reichskammer der Bildenden Künste sowie zum 1. Mai 1937 der NSDAP beigetreten war (Mitgliedsnummer 5.160.834), baute hinfort wieder herkömmliche Gebäude, wie etwa die Kaffeemühlenhäuser im Stadtteil Frauenland, bevor er 1939 zur Wehrmacht eingezogen wurde.
Bereits 1945 aus der Kriegsgefangenschaft entlassen, kehrte er zu seiner zwischenzeitlich nach Bad Tölz umgezogenen Familie zurück. Ein Berufsverbot 1946 aufgrund seiner Parteimitgliedschaft wurde erst nach seiner Entnazifizierung aufgehoben. Später baute Feile wieder in Würzburg neben einigen Umbauten und dem Wohnhaus Rottendorfer Straße 1, das Kaufhaus Woolworth sowie die Kinos „Bavaria“ und „CC“ (beide nicht mehr vorhanden).
Am 22. Oktober 1972 verstarb Peter Feile in Bad Tölz und wurde im Familiengrab beigesetzt. Sein Name und Werk schien schon in Vergessenheit geraten zu sein, als von Lokal- und Architekturhistorikern in einer Werkschau im Würzburger Kulturspeicher 2003 und einer Ausstellung im Haus der Architektur in München 2005 wieder an Peter Feile als einem Avantgardearchitekten der 1920er Jahre erinnert und aufmerksam gemacht wurde. Die vier noch erhaltenen „weißen Häuser“ wurden inzwischen unter Denkmalschutz gestellt.
Auszug aus der Liste der bayerischen Baudenkmäler für die Stadt Würzburg:

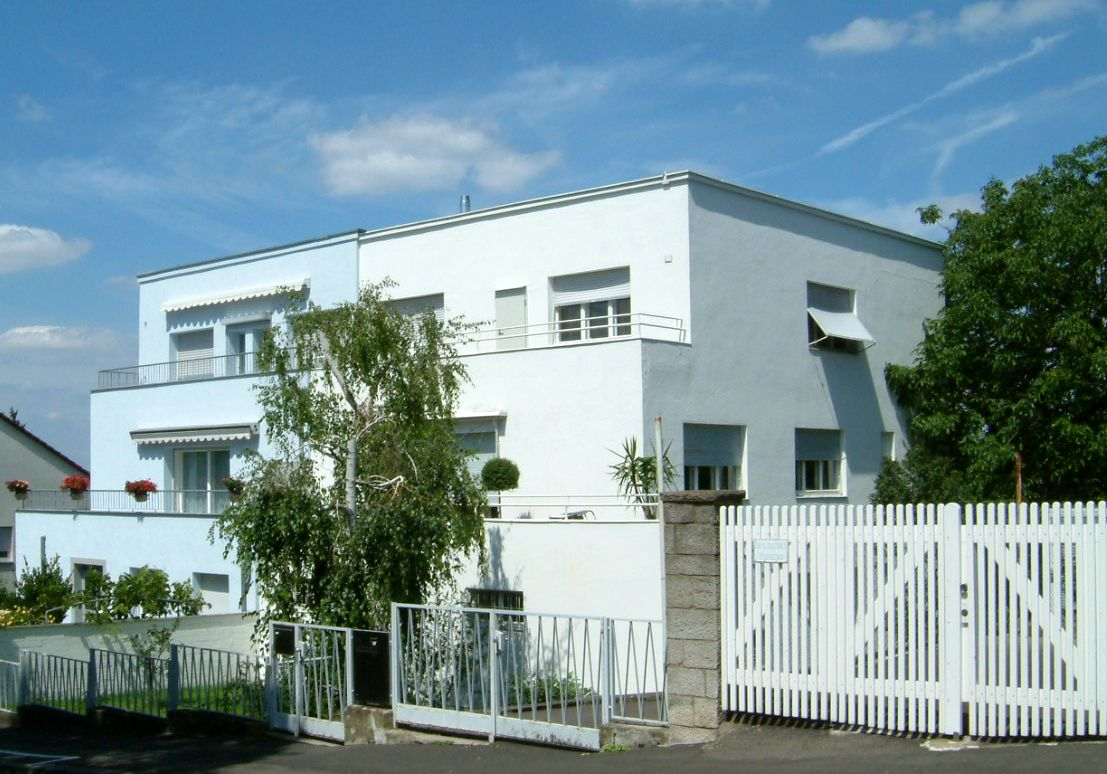
Arch. Peter Feile, Würzburg, Keesburgstraße 29/29a

- Keesburgstraße 29/29a: Doppelwohnhaus, dreigeschossiger gestufter Flachdachbau, Neue Sachlichkeit, 1928 von Peter Feile
- Lerchenhain 2: Villa, dreistufiges Terrassenhaus mit Flachdach, Neue Sachlichkeit, 1930 von Peter Feile
- Lerchenhain 4: Villa, dreigeschossiger kubischer Flachdachbau mit Terrasse und Treppenhausturm, Neue Sachlichkeit, 1930 von Peter Feile
- Lerchenhain 5: Villa, dreigeschossiger kubischer Flachdachbau mit Terrasse und Dachaufsatz, Neue Sachlichkeit, 1930 von Peter Feile